# Passerine hérissée
Thymelaea hirsuta
Espèce
Classification phylogénétique
La Passerine hérissée (Thymelaea hirsuta) est un arbrisseau de la famille des Thyméléacées, appelée aussi Passerine hirsute ou Mundulacciu en Corse.

## Description
C’est un arbrisseau aux rameaux garnis de petites feuilles imbriquées, de 3-8 × 1,5-4 mm, ovales à lancéolées, charnues ou coriaces, brillantes dont la face inférieure est blanche-tomenteuse.
La plante porte sur des pieds différents soit des fleurs unisexuées soit des fleurs hermaphrodites. Ces fleurs sont rassemblées par 2 à 5 en glomérules. Les fruits sont des baies glabres, consommées par les animaux (dispersion zoochore).
 La floraison va d’octobre à avril. 
 C'est une plante entomogame.
On la rencontre dans les groupements littoraux du pourtour méditerranéen.

## Toxicité
La plante contient des diterpènes très toxiques. Un simple contact avec la peau ou les muqueuses peut provoquer une réaction inflammatoire intense. Ce sont de plus des agents potentiellement carcinogènes.
Il a été isolé cinq 12-hydroxy-daphnanes diterpènes des feuilles et des branches (gnidicine, gniditrine, genkwadaphnine etc.).

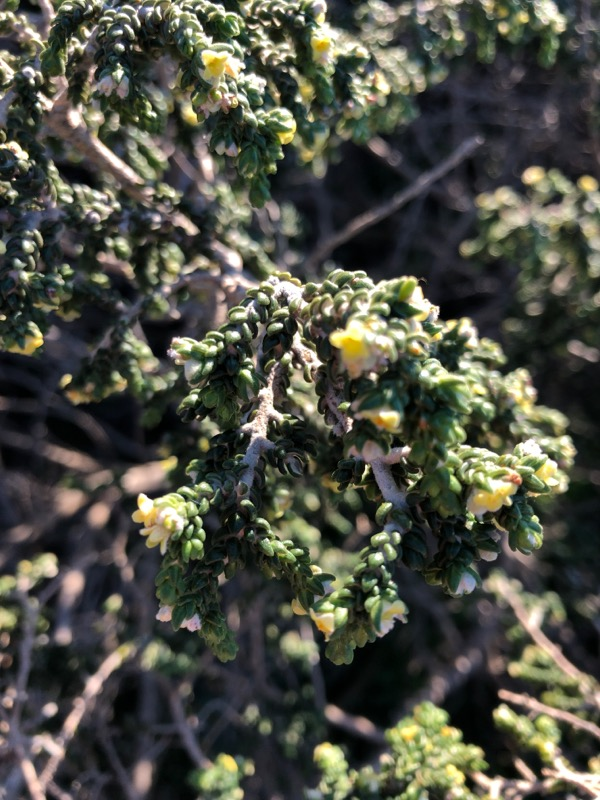
Passerine hérissée protégée par le Parc National, photographiée à Giens (Hyères)